# Šigar
Šigar (urdsky دریائے شگر, transliterováno Daryā-ye Šigar, anglicky Shigar) je řeka v Gilgitu - Baltistánu v Pákistánu v pohoří Karákóram, pravý přítok Indu. Vzniká soutokem řek Baša (zleva) a Braldu (zprava), teče k jihu a nakonec krátkým obloukem uhýbá na západ, kde se u obce Skárdu vlévá do Indu.
Baša vytéká z ledovce Baltóró a odvodňuje tedy mj. svahy karákoramských osmitisícovek Čhogori (K2), Gašerbrum I i II a Broad Peak. Údolí Šigaru a Baši je také důležitou přístupovou cestou pro horolezce.